# Уайлдвуд (Миннесота)
Уайлдвуд (англ. Wildwood) — тауншип в округе Айтаска, Миннесота, США. На 2010 год его население составило 193 человека.

## География
По данным Бюро переписи населения США площадь тауншипа составляет 86,5 км², из которых 78,3 км² занимает суша, а 8,2 км² — вода (9,46 %).

## Население
В 2010 году на территории тауншипа проживало 193 человека (из них 54,9 % мужчин и 45,1 % женщин), насчитывалось 82 домашних хозяйства и 60 семей. На территории города было расположено 160 построек со средней плотностью 1,8 построек на один квадратный километр суши. Расовый состав: белые — 94,3 %, афроамериканцы — 2,1 %, две и более рас — 3,6 %.
Население города по возрастному диапазону по данным переписи 2010 года распределилось следующим образом: 21,8 % — жители младше 21 года, 58,5 % — от 21 до 65 лет и 19,7 % — в возрасте 65 лет и старше. Средний возраст населения — 48,9 лет. На каждые 100 женщин в Уайлдвуде приходилось 121,8 мужчин, при этом на 100 совершеннолетних женщин приходилось уже 122,5 мужчин сопоставимого возраста.
Из 82 домашних хозяйств 73,2 % представляли собой семьи: 62,2 % совместно проживающих супружеских пар (20,7 % с детьми младше 18 лет); 6,1 % — женщины, проживающие без мужей, 4,9 % — мужчины, проживающие без жён. 26,8 % не имели семьи. В среднем домашнее хозяйство ведут 2,35 человека, а средний размер семьи — 2,78 человека. В одиночестве проживали 24,4 % населения, 13,4 % составляли одинокие пожилые люди (старше 65 лет).
В 2014 году из 140 человек старше 16 лет имели работу 66. В 2014 году медианный доход на семью оценивался в 57 500 $, на домашнее хозяйство — в 46 667 $. Доход на душу населения — 29 169 $ в год.